# Agordat
Agordat (također i Akordat ili  Ak'ordat ) grad je u regiji Gash-Barka u Eritreji. Bio je glavni grad bivše provincije Bakre, koja je danas podijeljena između provincija Gash-Barke i Ansebe.
Ovaj je grad trgovačko središte u kojem se nalazi velika Džamija.  Bio je posljednji veliki grad na Eritrejskoj pruzi kroz Asmaru koja je završala u Bishiji. Mjesno gospodarstvo počiva na trgovini između Asmare i Kassale u Sudanu.
U Agordatu se nalazi talijanska bolnica, mnoge gostionice i malene zalogajnice. Značajna količina eritrejskog voća, posebice banana i naranača, prolazi Agordatom.
Agordat je vrata mnogim sudanskim kijumčarima koji se mogu vidjeti dok prolaze kroz grad.